# Молдава-над-Бодвоу
Молдава-над-Бодвоу (словац. Moldava nad Bodvou, нем. Moldau an der Bodwa, венг. Szepsi) — город в восточной Словакии на реке Бодва. 
Население — около 11,3 тыс. человек.

## История
Окрестности города в IX веке заселили хазары (кавары), которые пришли сюда вместе с венграми. Молдава, как Секереш, впервые упоминается в 1255 году как часть Турни. В 1329 году уже упоминается под немецким названием Молдау. В XIV веке, когда венгерский король даровал Кошицам право брать с проезжающих купцов высокие налоги, многие из них предпочитали ездить через Молдаву, что обогатило город. В 1345 Молдава стала королевским городом. В XVI веке, хотя Молдава и не вошла в Османскую империю, она была вынуждена платить дань эгерскому паше. В XVI веке большинство населения приняло Кальвинизм, но в XVII веке в результате контр-реформации католики стали преобладать. Столкновения между католиками и кальвинистами продолжались до 1793 года, пока не было подписано соглашение о равноправном представительстве в городском совете. В 1831 в городе вспыхнула эпидемия чумы, умерло 212 человек. В 1868 город был соединён железной дорогой с Кошицами.

## Население
| Год:                | 1994 | 2004    | 2014     | 2024    |
| ------------------- | ---- | ------- | -------- | ------- |
| Количество человек: | 9332 | 9807    | 11 202   | 10 275  |
| Разница:            |      | +5,09 % | +14,22 % | −8,27 % |

## Достопримечательности
- Кальвинистская церковь
- Готический приходской костёл
- Винный музей

## Города-побратимы
- Карцаг, Венгрия
- Эделень, Венгрия
- Энч, Венгрия
- Тишнов, Чехия
- Бжозув, Польша